# كريس ديامانتوبولوس
كريس ديامانتوبولوس (بالإنجليزية: Chris Diamantopoulos)‏ (من مواليد 9 مايو 1975) هو ممثل كندي كوميدي.كريس ولد في تورونتو ولها اصول يونانية

## روابط خارجية
- كريس ديامانتوبولوس على موقع IMDb (الإنجليزية)
- كريس ديامانتوبولوس على موقع ميتاكريتيك (الإنجليزية)
- كريس ديامانتوبولوس على موقع روتن توميتوز (الإنجليزية)
- كريس ديامانتوبولوس على موقع قاعدة بيانات الأفلام العربية
- كريس ديامانتوبولوس على موقع ألو سيني (الفرنسية)
- كريس ديامانتوبولوس على موقع ميوزك برينز (الإنجليزية)
- كريس ديامانتوبولوس على موقع تيرنر كلاسيك موفيز (الإنجليزية)
- كريس ديامانتوبولوس على موقع أول موفي (الإنجليزية)
- كريس ديامانتوبولوس على موقع قاعدة بيانات برودواي على الإنترنت (الإنجليزية)
- كريس ديامانتوبولوس على موقع إن إن دي بي (الإنجليزية)